# Genealogie

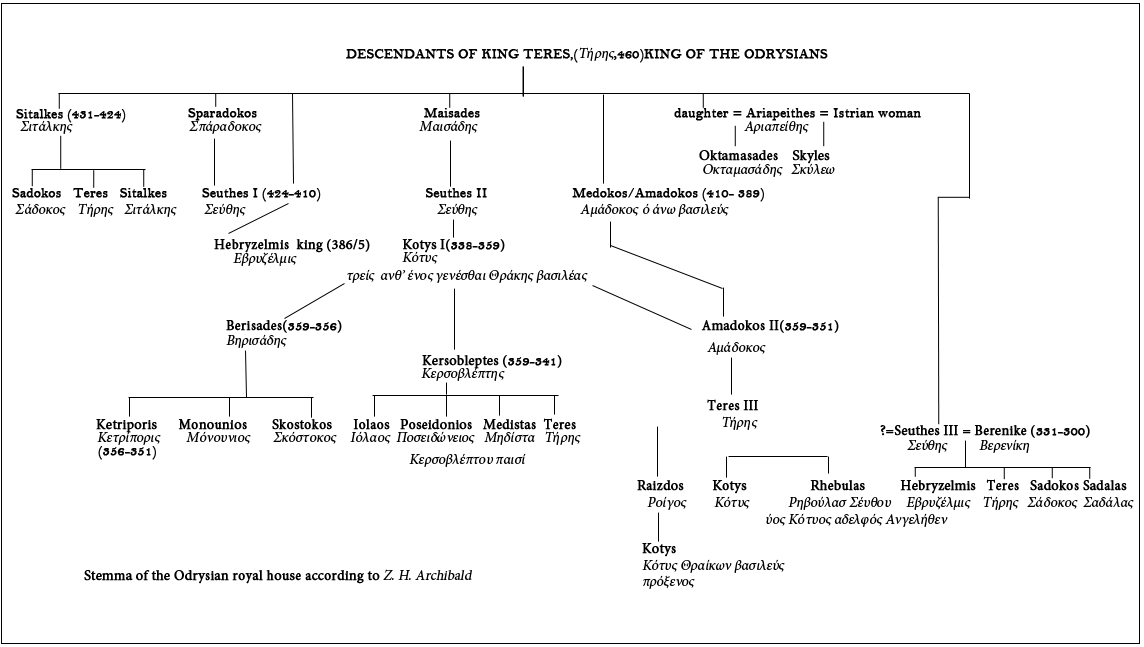
Arborele genealogic al Casei Regale Odris

Genealogia (din greacă: γενεαλογία, din γένος genos - rasă, familie; λόγος logos - cuvânt, învățătură, știință) este una dintre cele mai vechi, dar și printre cele mai importante, științe auxiliare ale istoriei având drept scop studiul nașterii și evoluția famiililor, înrudirile care se stabilesc între persoanele unei epoci, evoluția acestor înrudiri în timp, precum și rolul pe care aceste înrudiri îl joacă în desfășurarea evenimentelor istorice. Genealogiile sunt înșiruiri sistematice ale membrilor unei familii, făcute pentru a stabili originea și gradul lor de rudenie.
Metodele de cercetare ale genealogiei sunt cele analitice, prin care se stabilește tabla ascendenților și cele sintetice, prin care se stabilește tabla descendenților. Uneltele genealogiei sunt, în special, registrele de stare civilă, registrele parohiale, testamente, pomelnice, acte de înnobilare sau de punere în posesie, acte judecătorești, registre de ranguri nobiliare, foi de zestre, inscripții funerare, pisanii etc.
Această știință își are rădăcinile probabil undeva în preistorie, unde legăturile de rudenie și descendența din strămoși comuni sau din totem fundamentau societatea și relațiile între membrii ei.
În protoistorie și în perioada veche, odată cu apariția scrisului, genelogia începe să se manifeste vizibil, preocuparea anumitor familii de a-și venera strămoșii sau de a-și arăta obâșia socială devine aproape obsesivă. În Imperiul Roman arborele familiei și cartea casei erau indispensabile oricărei familii nobile.
În perioada medievală, genealogia cunoaște o nouă perioadă de înflorire datorită relațiilor sociale stricte însă prima lucrare cu caracter genealogic cunoscută este Incunabulul anonim, apărută în 1467 la Strasbourg. După acest moment întreaga Europă este cuprinsă de o frenezie a tipăriturilor cu tabele genealogice, printre cele mai importante fiind Thesaurus Principium a lui Eyzinger (1591) și opera în cinci volume a lui Hyronymus Hennigs publicată în 1598.
Stabilirea primelor norme, principii și reguli bine stabilite de abordare a genelogiei se fac abia în secolul al XVII-lea prin contribuțiile unor genealogiști ca André Duchesne (Cheneus), Claude-François Ménestrier, Jean Le Laboureur, Sir William Dagdale etc, însă fundamentarea genealogiei ca știință auxiliară a istoriei o face germanul Johann Hübner în seria de lucrări publicate între anii 1725 - 1731. Opera acestuia este continuată de Johann Christof Gattener care, urmând principiile predecesorilor săi, introduce cursuri de genealogie la Universitatea de la Göttingen, fiind cel care publică în 1788 primul curs universitar al acestei noi discipline.
În secolul XIX această știință se dezvoltă foarte mult în special după tratatul lui Ottokar Lorenz Lechrbuch des gesamten wissenschaftlischen Genealogie.
După al doilea război mondial cercetările în domeniu s-au intensificat și sunt create primele instituții specializate (Centre Généalogique de Paris, Office généalogique et héraldique de Belgique). Pe plan internațional este înființată Comisia Internațională de Științe Genealogice și Heraldice afililată Comitetului Internațional de Știițe Istorice care publică anuarul L'Intermediare des généalogistes iar odată la doi ani organizează un congres internațional.
În România, genelogia este cunoscută încă din perioada medievală din actele de cancelarie, pe baza stabilirii succesiunii se fixau moștenirile drepturile asupra pământului. Primele cercetări genelogice cu caracter științific apar în opera lui Dimitrie Cantemir care încearcă să schițeze un istoric al familiilor boierilor moldoveni. În 1787 banul Mihail Cantacuzino concepe Ghenealoghia Cantacuzinilor, lucrarea însă va rămâne în manuscris până la publicarea ei abia un secol mai târziu, în 1884.
O lucrare deosebit de importantă pentru dezvoltarea genealogiei în Țările Române o constituie Arhondologia Moldovei. Amintiri și note contemporane elaborată între 1844 și 1856 de paharnicul Constantin Sion și publicată la Iași în 1892 de istoricul Gheorghe Ghibănescu.
Printre istoricii de la începutul secolului XX care au studiat familiile nobiliare române îi putem enumera pe Nicolae Iorga și Octav George Lecca, însă cel care fundamentează științific această ramură a istoriei este Ștefan Dimitrie Grecianu care publică "Genealogiile documentate ale familiilor boierești" în trei volume, proiect monumental rămas însă neterminat datorită morții premature a autorului.
La Iași între 1912 și 1913 apare prima publicație de specialitate Arhiva Genealogică (apar numai 11 numere) iar încercarea de relansare din 1944 sub numele de Arhiva Genealogică Română fiind un eșec oprindu-se editarea ei după primul număr. În 1970 ia ființă la București Comisia de Heraldică, Genealogie și Sigilografie din cadrul Institutului de Istorie "Nicolae Iorga".
Între 1943 și 1945 a funcționat la Iași Cercul Genealogiștilor Români. Unul din membrii fondatori a fost Theodor Râșcanu.
În 1999, tot la Iași, a fost înfiițat Institutul Român de Genealogie și Heraldică „Sever Zotta”. Printre membrii fondatori se numără: Ștefan Andreescu, Dan Cernovodeanu, Paul Cernovodeanu (președinte), Ștefan S. Gorovei (vicepreședinte), Mihai Dimitrie Sturdza, Mircea Ciubotaru, Maria Dogaru, Ioan Drăgan, Nicolae Edroiu, Constantin Ittu, Jean Nicolas Mănescu, Ioan Aurel Pop, Adrian Andrei Rusu, Maria Magdalena Székely, Silviu Tabac, Mihai-Răzvan Ungureanu, Vasile Docea, Marcel Lutic, Silviu Văcaru și Petronel Zahariuc.
Printre genealogiștii români mai importanți se află: Gheorghe Ghibănescu, Gheorghe G. Bezviconi, Sever I. Zotta, Radu Rosetti, Theodor Râșcanu, Ioan Filitti, George D. Florescu, Dan Pleșia, Ștefan S. Gorovei, Paul Cernovodeanu, Dan Berindei, Mihai Dimitrie Sturdza, George Felix Tașcă.
Genealogia, ca manifestare a omului de a urmări curgerea unui neam, apare ca o treaptă obligatorie în evoluția sa spirituală și o urmare firească a unui ancestral cult al strămoșilor găsit în orice cultură umană.
În Republica Moldova se editează revista "Studii de arhondologie și genealogie", la care colaborează cei mai prestigioși genealogiști moldoveni: Sergiu Bacalov (redactor-șef), Dinu Poștarencu, Alexandru Furtună, Valentin Tomuleț, Alla Cestina, Teodor Candu, Ivan Duminica, Stepan Bulgar etc.